# Casa de la Vila de Catí
La Casa Ajuntament, Casa de la Vila o Llotja de Catí, a la comarca de l'Alt Maestrat, és un edifici datat al segle xiv, catalogat com bé de rellevància local, que es pot considerar un exemple típic de l'arquitectura gòtica civil de les comarques castellonenques. És la construcció més emblemàtica de la població, única per conservar la seua estructura i materials originals.

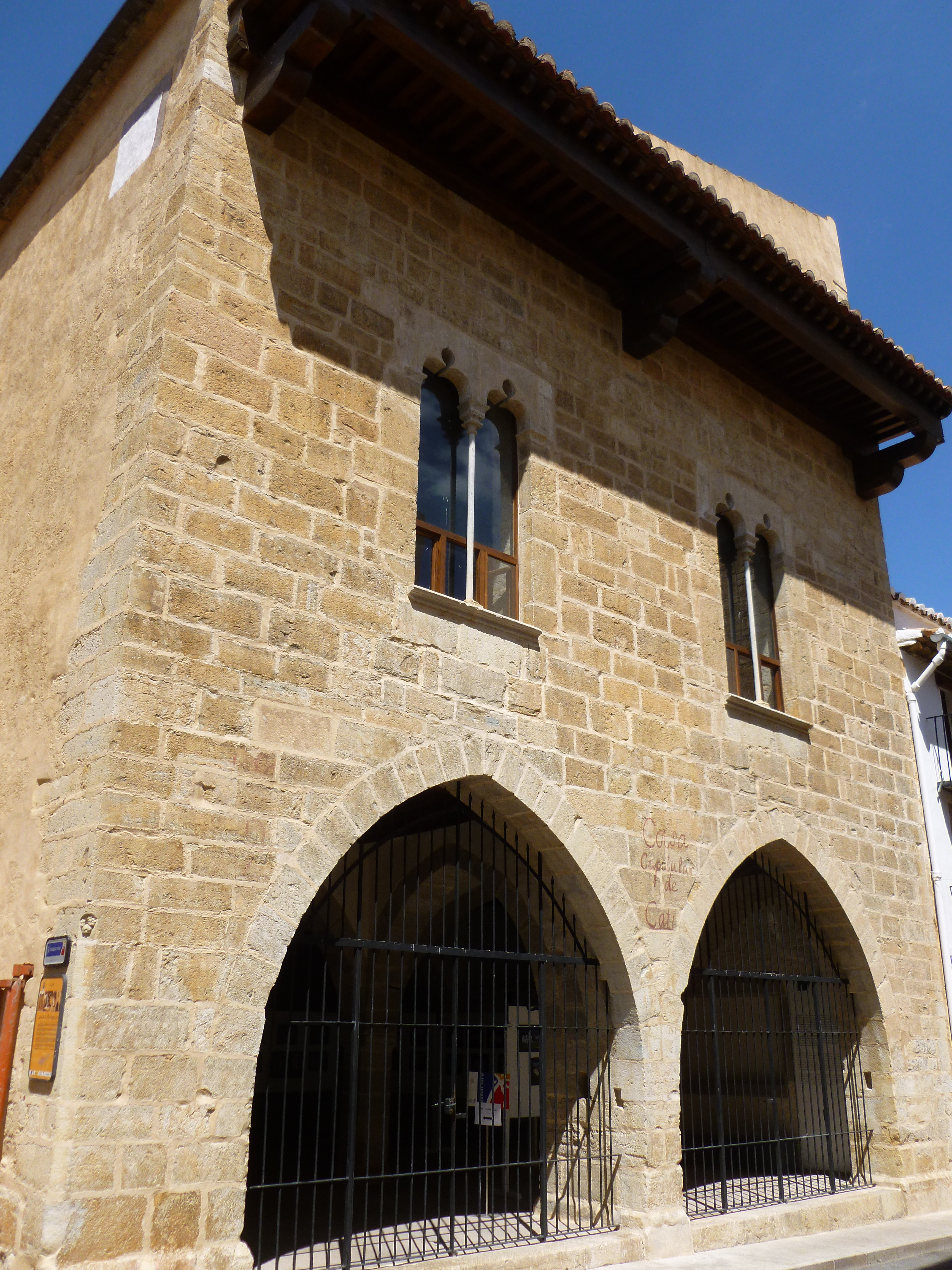
Ajuntament de Catí

Malgrat l'existència a Catí d'una casa de la Cort, en ple segle XIV es va decidir aixecar un altre edifici que fos capaç d'albergar les reunions del Consell i de les que realitzés tot el poble. És així, com en 1418 s'inicien les obres sota la supervisió del mestre d'obres medieval, Bernat Turó de Traiguera.
Els treballs previs a l'inici de les obres, es van prolongar fins a pràcticament 1428, any d'inici real de les obres de Bernat Turó de Traiguera, ajudat pels seus fills Joan i Bernat, així com per il·lustres picapedrers com Jaume Sans. Segons consta en la documentació existent, 1437 es van dur a terme els treballs de pedrissos, bancs, cancells, finestres i portes de les escales, a més d'acabar l'empedrat i el emmorrillat (tècnica emprada per a la construcció de ferms, utilitzant "morrilo", és a dir, pedres rodones o còdols, el volum variable i que es troba en els rius i escampat pels camps.) del sòl de l'edifici.
Quan es va finalitzar l'obra, el conjunt construït es va utilitzar per a diversos fins, des albergar al Consell, destinant la planta principal per a aquest ús; a presó o carnisseria, usos que realitzaven als baixos de l'edifici; passant per dipòsit de blat, emprant-se per tals utilitats, les parts posteriors i altes.
Respecte a les seves dimensions, la sala té de fons 22,43 metres; d'amplada, 11,84, i 15,70 d'alçada. Presenta també una part baixa i un pis amb una falsa de bona fusta. Per la seva banda, la façana principal, que recau al carrer Major, presenta una estructura mixta, la qual es deu al fet d'utilitzar l'edifici per a fins molt diversos, sent alhora un habitatge senyorial i fent de Llotja, per la que presenta en la seva part inferior dos arcs gòtics, a manera d'entrada, i dins i de costat tres arcs d'estil ogival. Per la seva banda, el saló principal mesura 16,72 per 10,20 metres; està cobert per un valuós enteixinat que es troba sostingut per arcs apuntats que descansen en pilars de secció quadrada amb les arestes aixamfranades. Li donen llum dues finestres d'estil gòtic amb una columna central d'1,88 metres. Les golfes està sostingut per 18 files i 272 taulons i 3 files grans que descansen en dos pilars de pedra picada. La façana és de pedra llaurada, el pis empedrat, i la fusta de Benassal.
El sostre és pla i de fusta, i se suposa que en un primer moment havia d'estar decorat amb pintures. A la façana principal se li va afegir un aler de fusta al segle xviii.
L'edifici va albergar ja més recentment, l'Ajuntament de la localitat. Quan es va celebrar el 1991 el tercer centenari de la independència de Morella, es va aprofitar l'esdeveniment per inaugurar el modern Ajuntament, que se situa actualment a l'edifici de davant.